# Rio Cocora (Rebricea)
O Rio Cocora (Rebricea) é um rio da Romênia, afluente do Rebricea, localizado no distrito de Iaşi.